# Caesar II
Caesar II este un joc video de strategie, al doilea din seria Caesar; în care acțiunea are loc în Roma antică. Este un joc video de construit orașe care a fost lansat la 4 septembrie 1995. 
Jocul începe în momentul în care Imperiul Roman se extinde mai departe de Peninsula Italică. Jucătorii au posibilitatea de a civiliza provinciile barbare adiacente, în cele din urmă putându-se extinde la dimensiunile maxime ale Imperiului Roman.